# Newton by Castle Acre
Newton by Castle Acre är en civil parish i Storbritannien.   Den ligger i grevskapet Norfolk och riksdelen England, i den sydöstra delen av landet, 140 km norr om huvudstaden London. Arean är 4,4 kvadratkilometer.
Terrängen i Newton By Castle Acre är platt.